# Voodoo Child (Slight Return)
"Voodoo Child (Slight Return)" é a última faixa do disco Electric Ladyland do Jimi Hendrix Experience, lançado em 1968. A canção é famosa por sua guitarra carregada de efeitos wah-wah, com acordes mudos crescendo para riffs e solos explosivos. Esteve presente na lista das 500 melhores canções de todos os tempos da revista Rolling Stone.
Seu riff de guitarra foi eleito o melhor de todos os tempos em eleição promovida pelo site Music Radar, com participação de mais de cinco mil pessoas.[carece de fontes?]
A faixa foi também gravada depois por Stevie Ray Vaughan para seu álbum Couldn't Stand the Weather em 1984.[carece de fontes?]
Voodoo Child também é o título da biografia em quadrinhos do guitarrista desenhada por Bill Sienkiewikz.[carece de fontes?]
O tema Voodoo Child foi usado por Hulk Hogan, durante suas entradas na época de WCW e WWE.[carece de fontes?]

## Posição nas paradas musicais
| Parada (1970–1971)                          | Melhor posição |
| ------------------------------------------- | -------------- |
| Irlanda (IRMA)                              | 10             |
| Países Baixos (Single Top 100)              | 4              |
| Reino Unido (UK Singles Chart)              | 1              |
| Alemanha Ocidental (Official German Charts) | 24             |